# Vojko V
Vojko V (* 19. Januar 1985 in Knin, Kroatien; bürgerlich Andrija Vujević), auch Vojko Vrućina, ist ein kroatischer Rapper, Songwriter, Komponist und Musikproduzent aus Split.

## Leben und Karriere
Vojko V, bürgerlich Andrija Vujević, ist am 19. Januar 1985 in Knin, Kroatien als Sohn der Journalistin und Autorin Eda Vujević und dem Professor für Elektrotechnik Slavko Vujević geboren. Mit seiner Frau Anđela hat er den gemeinsamen Sohn Petar, der im Juli 2018 zur Welt kam.
Er studierte in Split und arbeitete nach seinem Studium als Programmierer, bevor er kündigte, um sich endgültig der Musik zuzuwenden.
Vojko war Mitglied der kroatischen Musikgruppen Dječaci (dt. „Jungs“) und Kiša Metaka (dt. „Kugelregen“).
Zusammen mit den Sängern Ido Sivo und Danijel Simon Zondo gründete er 2005 die Hip-Hop Gruppe Dječaci in Split, Kroatien. Im Herbst veröffentlichte die Gruppe ihr Debütalbum „Drama“. Später folgten noch das Album „Istina“ (dt. „die Wahrheit“) im Jahr 2011 und das Album „Firma“ 2015.
Das zweite Album „Istina“ feierte großen Erfolg und war 2012 für das beste Album des Jahres in Kroatien nominiert.
Gleichzeitig war Vojko V, zusammen mit Krešo Bengalka, Oreb, VRH und Batman3000, auch Mitglied in der Rap-Gruppe Kiša Metaka.
Im Jahr 2013 veröffentlichte Kiša Metaka ihr Debütalbum, das über Nacht zum Hit wurde. Das zweite Album erschien ein Jahr später und hat ebenfalls wie das erste Album keinen Titel.
Nach seinem Erfolg mit Dječaci und Kiša Metaka ziehte sich Vojko V zunächst aus der Musikbranche zurück. Zu Beginn des Jahres 2018 verkündete er, mit der Veröffentlichung seiner Singles ne moze und Pasta Italiana und seinem ersten Soloalbum Vojko, sein Comeback.
Es folgten die Single Obama im Jahr 2020 und 2021 die Single Mamici.
Daraufhin veröffentlichte der Rapper im März 2023 sein zweites Soloalbum „Dvojko“. Das Lied Mamacita aus dem Album „Dvojko“ hielt sich mehr als zehn Wochen auf der Billboard-Liste der 25 meistgehörten kroatischen Songs.
Vojko V kündigte an, dass noch ein drittes Album „Trojko“ folgen solle, um die Trilogie zu vervollständigen.

## Diskografie

### Alben
- 2018: Vojko
- 2023: Dvojko

### Singles
| Jahr | Titel Album             | Höchstplatzierung, Gesamtwochen, AuszeichnungChartsChartplatzierungen (Jahr, Titel, Album, Platzierungen, Wochen, Auszeichnungen, Anmerkungen) | Anmerkungen                                                  |
| Jahr | Titel Album             | HR | Anmerkungen                                                  |
| ---- | ----------------------- | --- | ------------------------------------------------------------ |
| 2018 | Zovi čovika Vojko       | — | Erstveröffentlichung: 2018                                   |
| 2018 | Pasta Italiana Vojko    | — | Erstveröffentlichung: 2018 mit Krešo Bengalka & Tonči Huljić |
| 2018 | Ne može Vojko           | — | Erstveröffentlichung: 2018                                   |
| 2018 | Kako to Vojko           | HR31 (3 Wo.)HR | Erstveröffentlichung: 2018                                   |
| 2019 | Moja lipa Dvojko        | HR35 (1 Wo.)HR | Erstveröffentlichung: 2019                                   |
| 2020 | Obama sa z++ –          | — | Erstveröffentlichung: 2020                                   |
| 2020 | Obama (remix) –         | — | Erstveröffentlichung: 2020 mit Devitom                       |
| 2020 | Umoran Dvojko           | — | Erstveröffentlichung: 2020                                   |
| 2021 | Mamići –                | — | Erstveröffentlichung: 2021 mit Grše                          |
| 2022 | Evo me opet Dvojko      | — | Erstveröffentlichung: 2022                                   |
| 2022 | TT33 Dvojko             | — | Erstveröffentlichung: 2022                                   |
| 2022 | Saborska penzija Dvojko | — | Erstveröffentlichung: 2022                                   |
| 2023 | Mamacita –              | HR20 (8 Wo.)HR | Erstveröffentlichung: 2023                                   |
| 2024 | Ganga i rera Fortuna    | — | Erstveröffentlichung: 2024 mit Peki                          |

## Auszeichnungen
| Jahr | Preis                          | Anmerkung                           |
| ---- | ------------------------------ | ----------------------------------- |
| 2019 | Porin (kroatischer) Musikpreis | Bestes Album des Jahres: „Vojko“    |
| 2019 | Porin Musikpreis               | Bester Videospot: Ne može („Vojko“) |
| 2019 | Porin Musikpreis               | Bestes Club Musikalbum: „Vojko“     |